# Aichi S1A
Die Aichi S1A Denkō (jap. 電光, dt. „Blitz“) war ein japanischer Nachtjäger, der gegen Ende des Zweiten Weltkriegs entwickelt wurde und niemals geflogen ist. Es war ein zweimotoriger Tiefdecker mit zwei separaten Cockpits für den Piloten und den Navigator/Bordschützen. Die beiden Prototypen waren gegen Ende des Krieges noch im Bau und wurden durch Bombenangriffe zerstört. Es wurde kein alliierter Codename vergeben.

## Technische Daten
| Kenngröße             | Daten (Aichi S1A1) |
| --------------------- | --- |
| Besatzung             | 1 Pilot, 1 Navigator/Bordschütze |
| Länge                 | 15,10 m |
| Spannweite            | 17,50 m |
| Flügelfläche          | 47 m² |
| Flügelstreckung       | 6,5 * |
| Höhe                  | 4,61 m |
| Leermasse             | 7.320 kg |
| Startmasse            | 11.510 kg |
| Flächenbelastung      | 217 kg/m² |
| Triebwerk             | 2 × Nakajima NK9K-S Homare 22 mit je 1490 kW (2030 PS)                                                                                                   |
| Höchstgeschwindigkeit | 580 km/h * |
| Reisegeschwindigkeit  | 439 km/h * |
| Dienstgipfelhöhe      | 12.000 m * |
| Reichweite            | 2.499 km * |
| Bewaffnung            | 2 × starre 30-mm-MK Typ 5 und 2 × 20-mm-MK Typ 99 Modell 1 im Bug 2 × 20-mm-MK Typ 99 Modell 2 in einem Geschützturm auf dem Rumpf 250 kg Bombenzuladung |

* errechnet